# Forløsning
Forløsning er en dansk børnefilm fra 2016 instrueret af Andrea Grooss Jakobsen.

## Handling
Pigen sidder hjemme ved spisebordet med sine forældre. Det er en meget konservativ familie, hvor alt skal virke perfekt, men alt er ikke perfekt. Pigen er homoseksuel, men føler ikke, det vil blive accepteret i det miljø, hun befinder sig i.

## Medvirkende
- Iris Emily Swain, Ingrid
- Amalie Gubi, Pige
- Torben Jakobsen, Far
- Anja Michele Møller, Mor